# سوني ميلر
سوني ميلر (بالإنجليزية: Sonny Boy Williamson II) (و. 1899 – 1965 م) هو مغني، وملحن، وكاتب أغاني، وقائد فرقة ‏، وموسيقي أمريكي، ولد في مسيسيبي، توفي عن عمر يناهز 66 عاماً، بسبب نوبة قلبية.

## وصلات خارجية
- سوني ميلر على موقع IMDb (الإنجليزية)
- سوني ميلر على موقع الموسوعة البريطانية (الإنجليزية)
- سوني ميلر على موقع ميوزك برينز (الإنجليزية)
- سوني ميلر على موقع قاعدة بيانات برودواي على الإنترنت (الإنجليزية)
- سوني ميلر على موقع أول ميوزيك (الإنجليزية)
- سوني ميلر على موقع ديسكوغز (الإنجليزية)
- سوني ميلر على موقع ديسكوغز (الإنجليزية)
- سوني ميلر في قاعدة بيانات الأفلام على الإنترنت